# Johann Jakob Bodmer

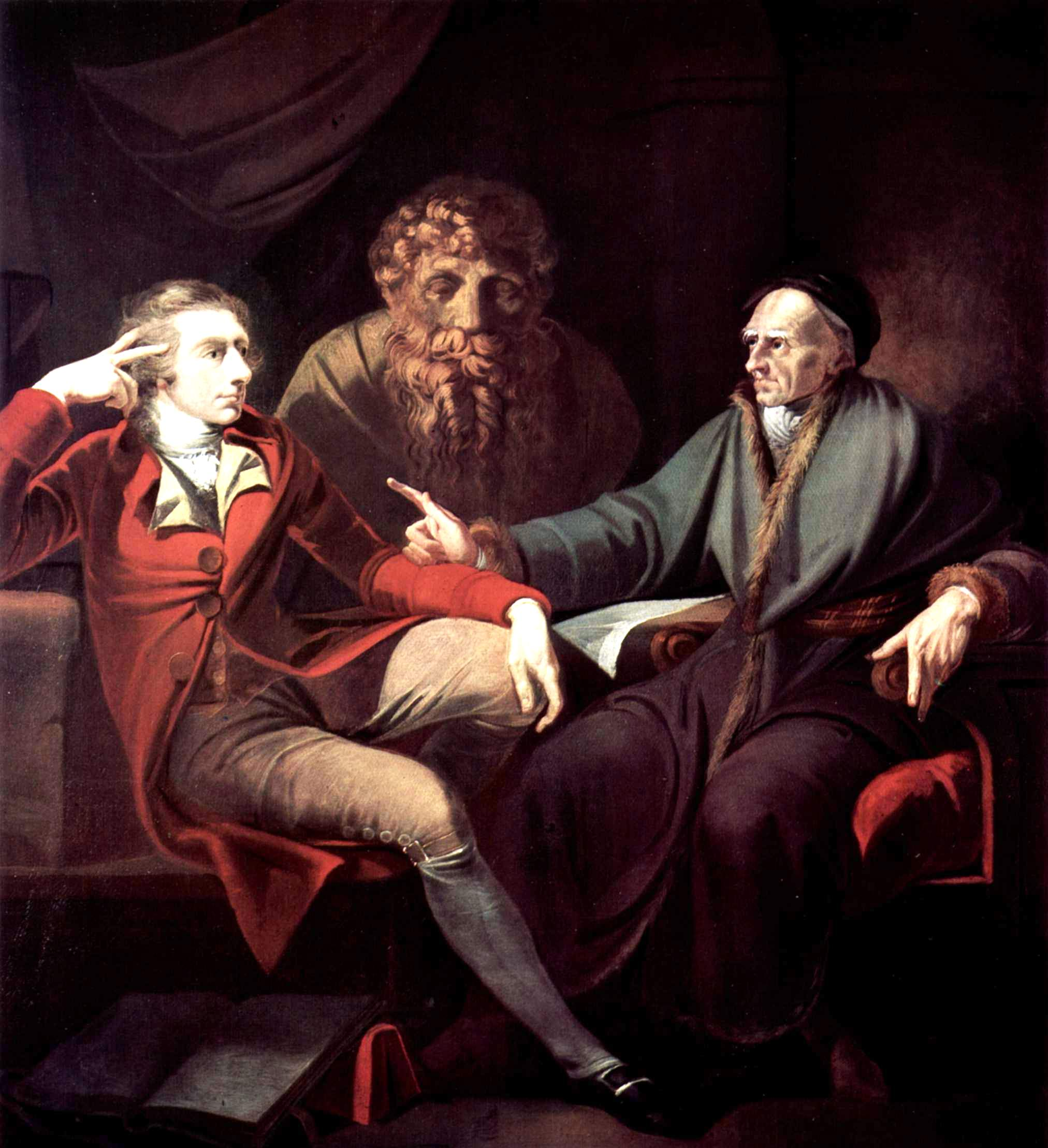
Henry Fuseli conversando com Bodmer, 1778–1781.

Johann Jakob Bodmer (19 de julho de 1698 – 2 de janeiro de 1783) foi um poeta suíço nascido em Greifensee.
Ele foi um dos iniciadores da redescoberta, no século XVIII, da literatura medieval alemã ao editar obras do Minnesang como parte da Canção dos Nibelungos.
Traduziu em prosa para o alemão o poema épico Paradise Lost de John Milton. Suas contribuições foram importantes para o estabelecimento da Filologia e Germanística como disciplinas autônomas nos países de língua alemã.

## Obras principais (seleção)
- Karl von Burgund. Ein Trauerspiel
- Vier kritische Gedichte
- Die Discourse der Mahlern, 1721–1723
- Brief-Wechsel von der Natur des poetischen Geschmackes, 1736.
- Critische Abhandlung von dem Wunderbaren in der Poesie, 1740
- Kritische Betrachtungen über die poetischen Gemälde der Dichter, 1741
- Tradução: Johann Miltons Episches Gedichte von dem verlohrnen Paradiese, 1742
- Critische Briefe, 1746
- Proben der alten schwäbischen Poesie des dreyzehnten Jahrhunderts. Aus der Manessischen Sammlung, 1748
- Fabeln aus den Zeiten der Minnesinger, 1757